# Mark Wotte
Mark Wotte (n. 16 decembrie 1960, Enschede, Țările de Jos) a fost un jucător neerlandez de fotbal, care din 7 ianuarie 2010, a fost numit antrenorul echipei din România, Universitatea Craiova, semnând un contract valabil pentru un an și jumătate. Nu și-a dus însă mandatul la bun sfârșit, după doar câteva luni fiind suspendat din funcție de către conducerea clubului. În prezent pregătește echipa egipteană Ismaily SC.

## Cariera de jucător
A ocupat postul de fundaș, iar cele mai importante echipe la care a evoluat au fost Feyenoord Rotterdam și ADO Den Haag. Wotte a fost nevoit, în urma unei accidentări, să renunțe la cariera de fotbalist în anul 1986, la numai 26 ani. Are 5 selecții pentru naționala U-17 a Olandei.

## Cariera de antrenor
În palmaresul său de antrenor se regăsesc echipe ca ADO Den Haag, FC Utrecht, RKC Waalwijk, Southampton F.C., dar și naționala de tineret a Olandei. În perioada ianuarie 2004-ianuarie 2006, a fost directorul tehnic al cunoscutei echipe Feyenoord Rotterdam.

## Biografie
Are doi copii, Boy Wotte (n. 1991) și Sem Wotte (n. 1995).

## Statistici
- Ca antrenor:

| Echipa                | Țara          | De la            | Până la      | Record | Record | Record | Record | Record      |
| Echipa                | Țara          | De la            | Până la      | M      | V      | E      | Î      | Câștigate % |
| --------------------- | ------------- | ---------------- | ------------ | ------ | ------ | ------ | ------ | ----------- |
| VV Rijswijk           | Țările de Jos | 1983             | 1988         |        |        |        |        |             |
| FC Lisse              | Țările de Jos | 1994             | 1996         |        |        |        |        |             |
| ADO Den Haag          | Țările de Jos | 1996             | 1998         |        |        |        |        |             |
| FC Utrecht            | Țările de Jos | 1998             | 1999         |        |        |        |        |             |
| FC Den Bosch          | Țările de Jos | 1999             | 2000         |        |        |        |        |             |
| Olanda U-21           | Țările de Jos | 2000             | 2002         |        |        |        |        |             |
| Willem II Tilburg     | Țările de Jos | 2002             | 2004         |        |        |        |        |             |
| Ismaily               | Egipt         | 2006             | 2006         |        |        |        |        |             |
| RKC Waalwijk          | Țările de Jos | 2006             | 2007         |        |        |        |        |             |
| Al-Ahli (Doha)        | Qatar         | 2007             | 2008         |        |        |        |        |             |
| Southampton F.C.      | Anglia        | 23 ianuarie 2009 | 9 iulie 2009 | 18     | 4      | 7      | 7      | 22.22       |
| Universitatea Craiova | România       | 7 ianuarie 2010  | iunie 2010   |        |        |        |        |             |

La 12 ianuarie 2010.